# Hans Paschen
Hans Richard Paschen (* 5. Februar 1896 in Hamburg; † 28. Mai 1960 ebenda) war ein deutscher Regattasegler.

## Werdegang
Hans Paschen wurde bei den Olympischen Spielen 1928 in Amsterdam in der Regatta in der 6-Meter-Klasse Neunter. Zur Crew der Pan gehörten zudem Anton Huber, Erich Laeisz, Oswald Thomsen und Carl Wentzel.
Seine letzte Ruhestätte fand Hans Paschen in der Familiengrabstätte auf dem Friedhof Ohlsdorf.